# باشق كستنائي الخواصر
البَاشِق كستنائيُّ الخَواصِر (Accipiter castanilius) هو نوعٌ من الجوارح ينتمي إلى فصيلة البازيَّات. تنتشرُ هذه الطيور في أنغولا، والكاميرون، وجمهورية أفريقيا الوسطى، وجمهورية الكونغو، وجمهورية الكونغو الديمقراطية، وغينيا الإستوائيَّة، والغابون، ونيجيريا، وأوغندا.